# الدين في المغرب العربي
| N     | البلد         | الإسلام | المسيحية | أخرى   |
| ----- | ------------- | ------- | -------- | ------ |
| 1     | المغرب        | 99.2%   | 0.2%     | 0.6%   |
| 2     | ليبيا         | 96.6%   | 2.7%     | 0.7%   |
| 3     | موريتانيا     | 100%    | 0%       | 0%     |
| 4     | الجزائر       | 98.5%   | 1%       | 0.5%   |
| 5     | تونس          | 98%     | 1%       | 1%     |
| مجموع | المغرب العربي | 99,14%  | 00,44%   | 00,42% |

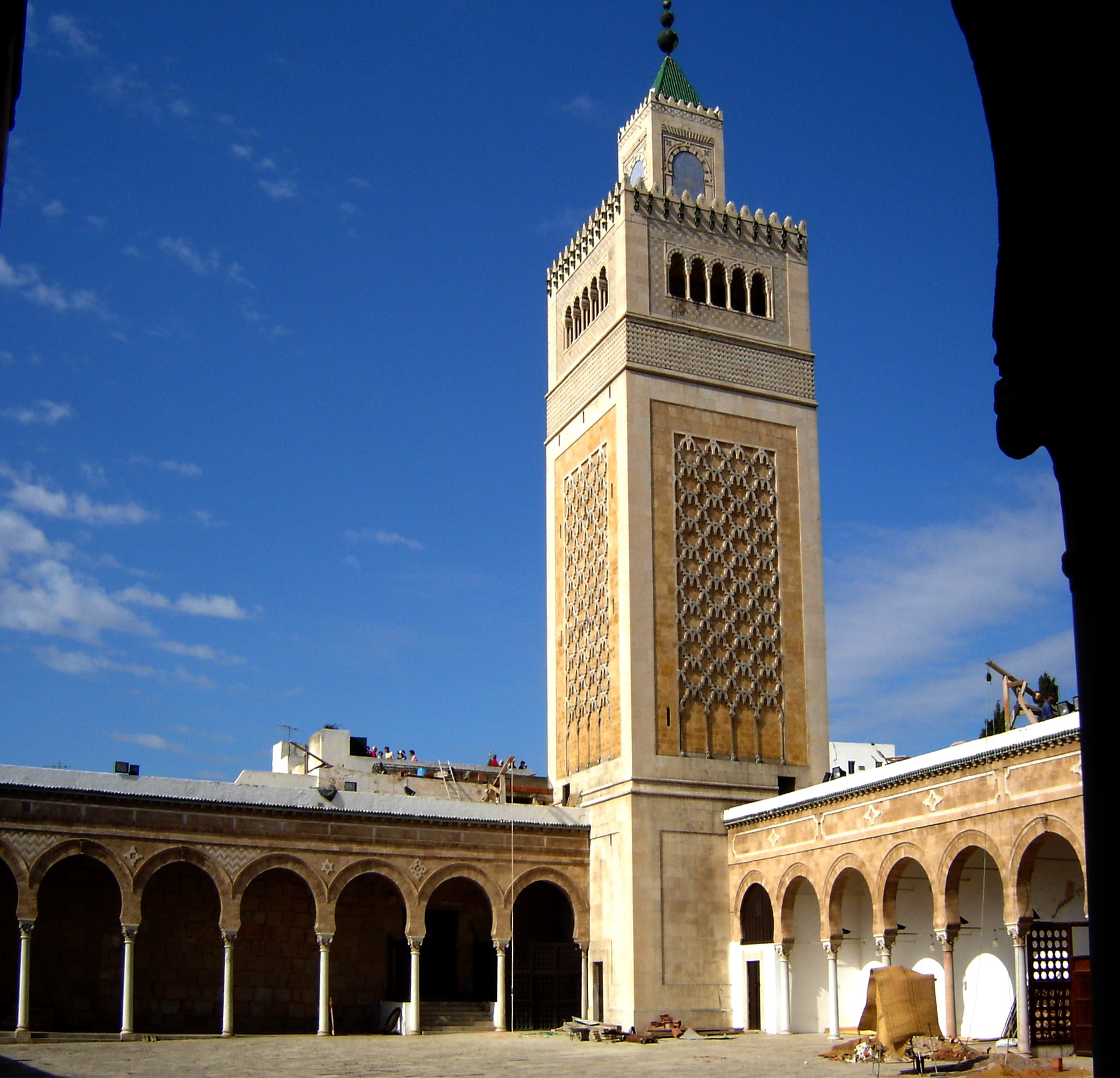
منارة جامع الزيتونة.

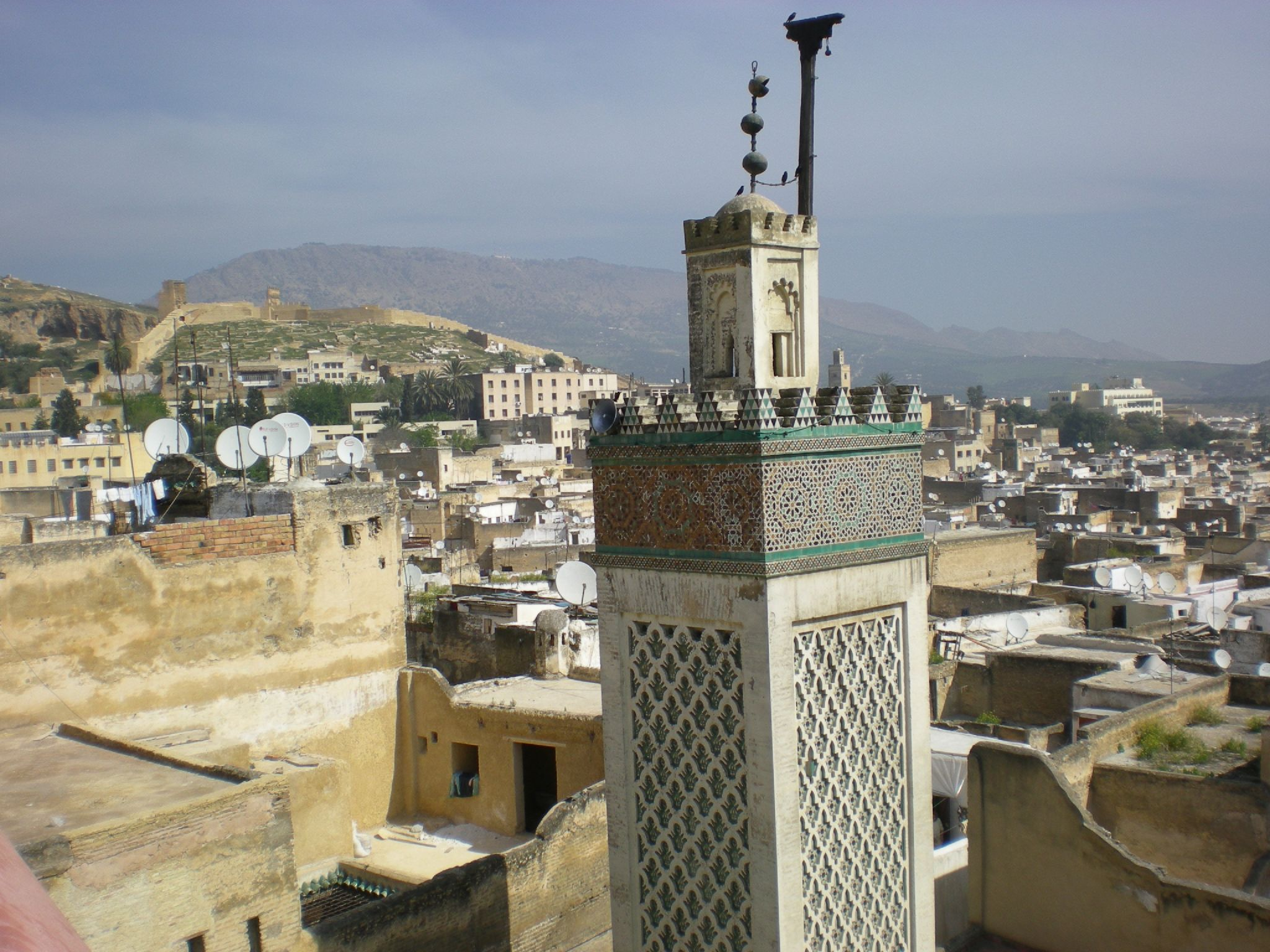
مدينة فاس.

الدين في المغرب العربي يعتبر الدين الإسلامي الأكثر اعتناقاً في المغرب العربي حيث نجد مسلمون سنة على مذهب الإمام مالك وهذا الأمر يعدّ من أهم أسباب تقوية الروابط بين البلدان المغاربية حيث لا تباين يذكر في المرجعية الدينية، وهناك تواجد بسيط لمسلمين يتبعون المذهب الأباضي، وكون أن الغالبية العظمى من السكان مسلمين فإن هذا الأمر جعل الثقافة الغالبة في المغرب المغربي أساساً هي الثقافة الإسلامية حيث يشكل المسلمون في أغلب دول الاتحاد نسبة تزيد عن 97%.
عاشت في دول المغرب العربي مجتمعات مزدهرة من اليهود، حيث كان عدد المغاربة اليهود في حدود 250 ألف عام 1940، وكان ذلك الرقم يمثل نسبة 10% من مجموع سكان البلاد، ثم بدأت بعد ذلك هجراتهم إلى مختلف بقاع العالم بما في ذلك إسرائيل، إلا أنه ظل لديهم ارتباط بثقافة بلدهم الأصلي حتى بين أفراد الجيل الثاني أو الثالث من المهاجرين. التقديرات حول عدد المغاربة اليهود المقيمين حاليا داخل المغرب غير معروفة بدقة، تشير عدد من الإحصائيات أن هناك 3 آلاف يهودي يتوزعون في المدن المغربية الرئيسية وبالذات في الدار البيضاء، وهي أكبر تجمع يهودي في بلاد المغرب العربي. أعداد أصغر من اليهود ما توال في تونس حيث يصل أعداد اليهود حوالي 1,000 يهودي تونسي.
تتواجد اليوم في دول المغرب العربي تجمعات من المسيحيين منهم أجانب أوروبيين حيث أن العديد منهم متعهّدون أو موظّفو شركات عالميّة، القسم الأكبر منهم من ذوي الأصول الأوروبية هم ممن سكنوا أبان الاستعمار ويتجمعون في العواصم أو المدن الكبرى، مسيحيو هذه المناطق هم من الكاثوليك ويوجد لكل من تونس والجزائر والمغرب أبرشية خاصة، إلى جانب بعض البروتستانت، بينما الكنيسة القبطية هي الأكبر عددًا في ليبيا، وهناك أيضًا مجموعات من المسيحيين المواطنين في هذه الدول اعتنقت المسيحية وهي إما عربية أو أمازيغية، وقد قدّر عددها في المغرب عام 2006 حوالي 7 آلاف شخص، (أشارت لعام 2015 دراسة إلى وجود 150,000 مغربي مسلم تحول للمسيحية) إلا أن الدولة لا تعترف بالتحوّل الديني، كما أنه في المغرب لا يجوز طباعة أو نشر أو استيراد الكتاب المقدس باللغة العربية. وتشير بعض التقارير إلى وجود بين 100,000- 380,000 جزائري  (القسم الأكبر منهم أمازيغ) معتنق للديانة المسيحية خاصًة البروتستانتية. وأشار مكتب الديمقراطية وحقوق الإنسان والعمل للولايات المتحدة إلى وجود الآف التوانسة تحولوا إلى المسيحية.

## الدول المغاربية

### المغرب
| \| الدين في المغرب[10] \| الدين في المغرب[10] \| الدين في المغرب[10] \| الدين في المغرب[10] \| الدين في المغرب[10] \| \| ------------------- \| ------------------- \| ------------------- \| ------------------- \| ------------------- \| \| الدين \| الدين \| \| النسبة \| النسبة \| \| الإسلام \| الإسلام \| \| 98.7% \| 98.7% \| \| المسيحية \| المسيحية \| \| 1.1% \| 1.1% \| \| اليهودية \| اليهودية \| \| 0.2% \| 0.2% \| |          |  |        |        |
| الدين في المغرب |          |  |        |        |
| الدين | الدين    |  | النسبة | النسبة |
| الإسلام | الإسلام  |  | 98.7%  | 98.7%  |
| المسيحية | المسيحية |  | 1.1%   | 1.1%   |
| اليهودية | اليهودية |  | 0.2%   | 0.2%   |

يمثل الإسلام الديانة الأساسية في المملكة المغربية وذلك لأنه أكثر الديانات انتشاراً فيها وذلك حسب التقديرات الأخيرة التي أشارت إلى أن المسلمون يشكلون نسبة ما يقارب 98.5% من سكان المغرب الذين يدينون به وقد كان العام 670 م يعد عاما مختلفاً في المملكة المغربية وذلك أنه كان عام دخول الإسلام إلى المغرب وقد كان دخول الإسلام إلى المغرب على يد القائد الفاتح عقبة بن نافع وكان كل ذلك في وقت الغزوات الإسلامية التي شملت شمال أفريقيا وعُرِفَ عن عقبة بن نافع قوته العسكرية الكبيرة فقد كان من أفضل القادة العسكرين في عهد الأمويين في دمشق ، وكان لدخول الإسلام أرض المملكة المغربية ثمن كبير وذلك أن أرض المغرب لم تكن مثل الأقاليم والبلدان التي تقع في المشرق إذ أن فتح المغرب ودخول الإسلام فيها لم يكن بالأمر الهين أبداً فقد اِستغرق هذا الأمر الكثير من الوقت والكثير من الثمن حيث أن المغرب بقيت صامدة في وجه الجيوش الإسلامية لمدة قاربت نصف قرن إذ أن المعارك اِستمرت فيها من العام 646 م وحتى العام 710 م وقد تم بعد هذا العام فتح المغرب أخيراً واِعتنق جل المغاربة نتيجة لذلك الإسلام بعد أن كان جلهم يعتنقون فيما مضى دين المسيحية واليهودية.
المسيحية في المغرب هي ثاني أكبر الديانات؛ وتشكل حوالي 0.9% طبقًا لتقديرات مركز بيو للأبحاث عام 2010، وأقل من 1% بحسب كتاب حقائق وكالة الاستخبارات الأميركية عن العالم بنسخته الصادرة العام 2014، وتشمل هذه الأرقام والنسب كل من السكان ذوي الأصول الأوروبية والمقيمين الأجانب والمهاجرين من دول أفريقيا جنوب الصحراء والمغاربة المتحولين للمسيحية.

### الجزائر
الدين في الجزائر (2013)
ليس هناك إحصاء رسمي في ما يخص الديانات في الجزائر، ولكن تشير التقديرات إلى أنه لا يوجد في الجزائر تنوع كبير في الديانات، والإسلام هو دين الأغلبية من الجزائريين (من 95٪ إلى 97٪). والإسلام موجود في دستور الجزائر حيث «الإسلام دين الدولة» الرسمي والأسمى ويلتحق الدستور الحق في حرية الضمير والرأي.و تسمح القوانين الدستورية على غير المسلمين في ممارسة شعائرهم الدينية ضمن حدود معينة. الإسلام دين غالبية الشعب الجزائري حيث يملي طريقة الحياة في هذا المجتمع. الغالبية العظمى من السكان يتبعون المذهب السني، والإسلام جزء لا يتجزأ من الهوية، الاجتماعية والثقافية للجزائرين. أتباع المذهب الأرثوذكسي قليلون جداً في وسط المجتمع الجزائري المسلم. كذلك يوجد هناك صوفيون التي نشأت كرد فعل على وجهات نظر بعض علماء الدين.
المسيحية في الجزائر هي ثالث أكبر الديانات في البلاد، في عام 2009 أحصى مكتب الأمم المتحدة حوالي 45,000 من أتباع الكنيسة الرومانية الكاثوليكية القسم الأكبر منهم من ذوي الأصول الأوروبية ممن سكنوا البلاد إبّان الاستعمار ويتركزون في العاصمة والمدن الكبرى وعشرات الآف من البروتستانت من ذوي الأصول الأوروبية في الجزائر؛ في حين تقدر العديد من الإحصائيات المختلفة عدد البروتستانت في الجزائر بين 100,000 إلى 150,000؛ القسم الأكبر منهم من أصول جزائرية عربيّة أو أمازيغيّة مُسلمة. وقدّرت دراسة تعود لعام 2015 عدد المسلمين المتحولين للديانة المسيحية في الجزائر بين السنوات 1960-2015 بحوالي 380,000 شخص.

### تونس
| الدين في تونس | الدين في تونس | الدين في تونس | الدين في تونس | الدين في تونس |
| ------------- | ------------- | ------------- | ------------- | ------------- |
| الدين         | الدين         |               | النسبة        | النسبة        |
| الإسلام       | الإسلام       |               | 98%           | 98%           |
| ديانات أخرى   | ديانات أخرى   |               | 2%            | 2%            |

يعتبر الدين الإسلامي الدين الرسمي في تونس الذي يعتنقه حوالي 98% من المواطنين. وتنُص المادة الأولى من الدستور التونسي على أن الدين الرسمي في تونس هو الدين الإسلامي مع حريّة الأديان. وتخطلت في تونس الأديان ويتبين ذلك بوجود الإسلام الذي يدل عليه انتشار المساجد والزوايا و وجود المسيحية بوجود الكنائس ووجود اليهودية بوجود الكنيس.
المسيحية في تونس هي ثاني أكبر الديانات، ويصل عدد المواطنين المسيحيين إلى حوالي 35,000 نسمة، وهم من الناطقون بالعربية ويتألف المجتمع المسيحي من السكان الأصليين من العرب والأمازيغ، وأيضًا من المنحدرين من أصول أوروبيَّة. وينتشر المسيحيون التونسيون في جميع أنحاء تونس.

### ليبيا
الدين في ليبيا

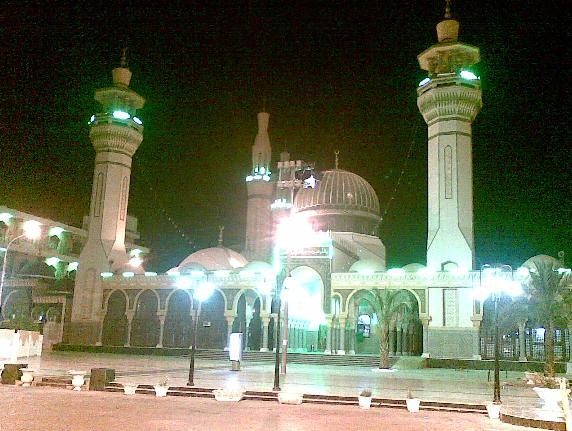
مسجد سيدي عبد السلام الأسمر بمدينة زليتن أحد أكبر مساجد ليبيا

تعتبر ليبيا خليط متجانس دينياً مقارنة بالدول الأخرى فنحو نسبة 97% من سكانها مسلمين وهم ليبيين والعرب والأفارقة خاصة التشاديين والسودانيين ونسبة 3% من المسيحيين وخاصة الأرثوذكس الأقباط المصريين والكاثوليك الأفارقة والأوروبيين العاملين في الشركات الأجنبية ونسبة ضئيلة جداً من البوذيين من شرق آسيا. قدّر مركز بيو للأبحاث في عام 2010 أعداد المسيحيين في ليبيا بحوالي 170,000 نسمة، وتأتي في مقدمة الطوائف المسيحية في ليبيا الكنيسة القبطية الأرثوذكسية مع حوالي 60,000 نسمة، إلى جانب تابعي الكنيسة الروسية الأرثوذكسية والكنيسة الصربية الأرثوذكسية والكنيسة اليونانية الأرثوذكسية الذين يُقّدر عددهم بحوالي 60,000.

### موريتانيا

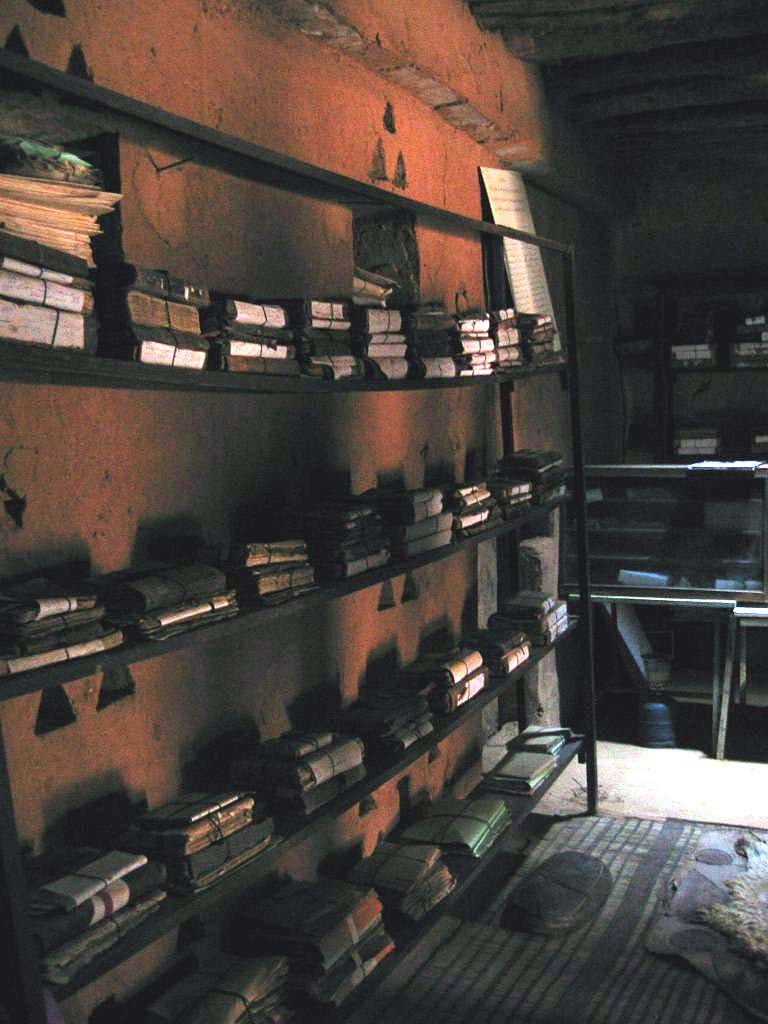
جمع القرآن في مكتبة بشنقيط.

يعتبر الإسلام الديانة الرسمية في موريتانيا حيث أن الغالبية العظمى من شعب موريتانيا هم من معتنقي الإسلام السني حسب المذهب المالكي، مع فقه متأثر بالصوفية. وتقع موريتانيا في أفريقيا، على الحدود مع الجزائر ومالي والسنيغال، والصحراء المغربية .

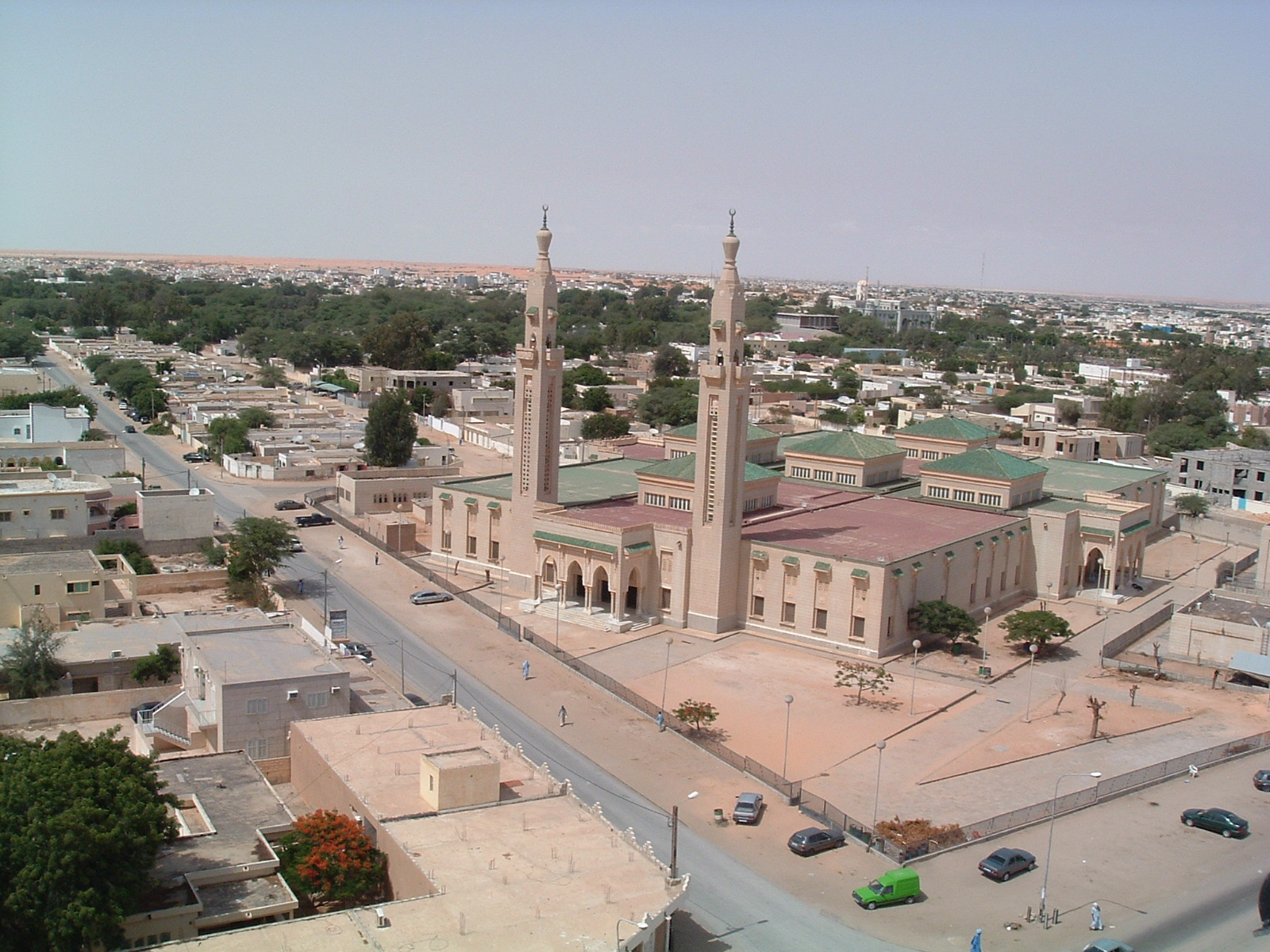
المسجد السعودي بنواكشوط

ورسمياً، فإن 100% من مواطني البلد من المسلمين، بالرغم من وجود أقليات مسيحية، معظمهم من جنسيات أجنبية. وتعد موريتانيا ثاني أكبر دولة من حيث أتباع الصوفية والتيجانية والقادرية. بسبب الانقسامات العرقية والقبلية فيها، ويعتبر الدين من جهة الحكومة ضرورياً من أجل الوحدة الوطنية.
وهناك حوالي 4,500 من الرومان الكاثوليك في البلد ذوي أصول أجنبية. وهناك أيضا عدد قليل من أتباع الديانة اليهودية العاملة في البلد.

## اُنظر أيضاً
- شمال أفريقيا.
- المغرب العربي.
- إقتصاد المغرب العربي.
- الإسلام في المغرب العربي.
- مغاربي.